# Nolissenhofkapel

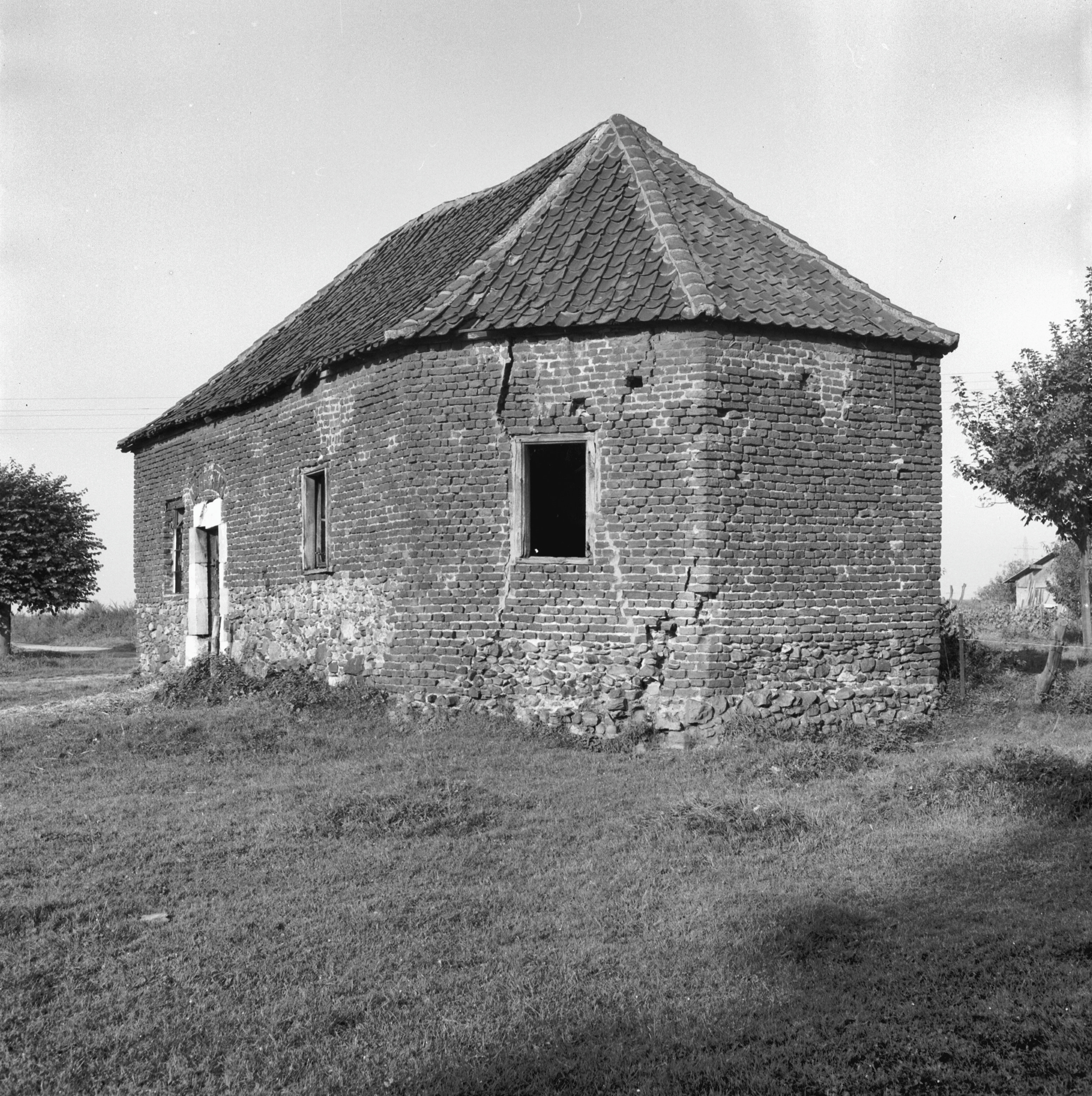
Nolissenhofkapel in 1965

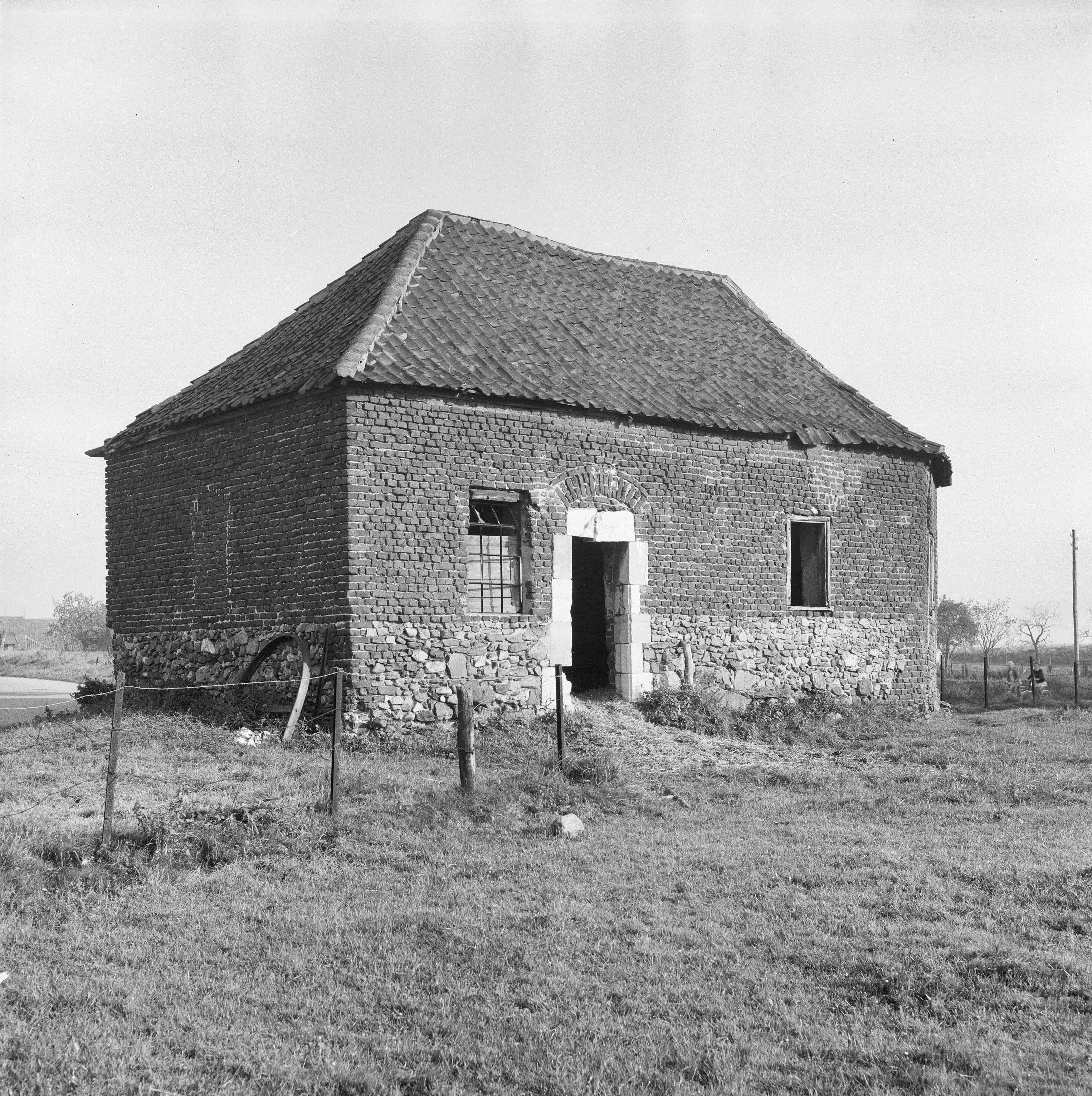
Nolissenhofkapel in 1965

De Nolissenhofkapel of Oude Kapel is een kapel in Kessel-Eik in de Nederlands Noord-Limburgse gemeente Peel en Maas. De kapel staat aan de kruising van de Maasstraat met de Neerstraat/Haagweg ten zuiden van het dorp. Op minder dan een halve kilometer naar het zuidoosten stroomt de rivier de Maas.
Tegenover de Nolissenhofkapel staat de nieuwere Mariakapel.
De kapel is gewijd aan Onze-Lieve-Vrouw.

## Geschiedenis
In de 17e eeuw werd de kapel gebouwd.
Op 11 februari 1969 werd de kapel ingeschreven in het rijksmonumentenregister. De kapel was toen reeds in vervallen toestand maar het dak zat er nog op.
In 2019 is de kapel een volledige ruïne.

## Bouwwerk
De bakstenen kapel is gebouwd op een rechthoekig plattegrond met driezijdige sluiting en wordt gedekt door een schilddak. De onderbouw van de kapel is opgetrokken in keien en een deuromlijsting van hardsteen.
In de kapel stond er een madonnabeeldje van kalksteen dat uit het eerste kwart van de 16e eeuw stamde.